# 2017年汗谢洪化学武器袭击事件
2017年4月4日，叙利亚伊德利卜省的基地组织叙利亚分支控制城镇汗谢洪遭受猛烈的空袭后，大量平民化学中毒。伊德利卜省卫生局表示，被释放的毒气疑似沙林，至少造成83人死亡，逾300人受伤。是自2013年古塔化武袭击事件以来，叙利亚内战中死伤最惨重的化武袭击事件。
聯合國立即召開了緊急會議。俄國大使轉述俄羅斯國防部以及叙利亚政府的聲明，重申慘劇是因敘利亞政府軍空襲時擊中反政府組織的化武工廠意外洩漏的。敘國大使也否認造成此事，表明手中的化學武器庫存已經全數銷毀，化武是土耳其轉移至反叛武裝勢力的。而俄國與敘政府的軍事行動遭到英美共同質疑，英國認為不該繼續支持阿薩德政權，美國則暗示可能自行採取行動阻止，法國則認為俄敘空襲時低估了可能造成的危害，此外英大使里克羅夫特還指責了2月底安理會投票時中方的姑息態度，引來代表刘结一的強烈抗議，刘结一並說中方立場與聯合國一致，不容歪曲。隨後，英国外交大臣鲍里斯·约翰逊和美国总统唐纳·川普直接指责叙利亚总统巴沙尔·阿萨德及其俄罗斯联军是制造袭击的兇手。美国海军于数日后的4月7日，对空袭中战机起降的机场执行了打击行动。

## 背景
叙利亚当地媒体和联合国都确认叙利亚内战中化学武器的使用。战争期间这样的致命袭击曾在2013年8月大马士革郊区的古塔袭击和2013年3月阿勒坡郊区的坎安萨尔袭击中出现过。然而，两次袭击均没有组织宣称负责，而叙利亚复兴党因藏有大量化武，而被列为主要嫌疑者。联合国调查团和联合国人权理事会调查委员会同时调查了两起事件。联合国特派团在坎安萨尔（2013年3月19日）、萨拉凯卜（Saraqib，2013年4月29日）、东古塔（Ghouta，2013年8月21日）、约巴（Jobar，2013年8月24日）和阿什拉菲亚特萨纳亚（Ashrafiyat Sahnaya，2013年8月25日）找到神经毒气沙林可能使用的痕迹。同样，人权理事会委员会认为坎安萨尔袭击中使用的沙林毒气，跟古塔袭击中用的沙林毒气一样具有“独一无二的标志”，表明肇事者可能取得叙利亚军队的化武库存。
两起造成千人死傷的袭击促使国际社会在2014年迫使叙利亚武装力量在禁止化學武器組織的監督下销毁化学武器。尽管有武器销毁进程，然而之后叙利亚境内再度出现数十起疑似使用化学武器的事件，叙利亚政府军、伊斯兰国乃至叙利亚反对派军队均被指为嫌疑人。
2016年8月，联合国机密报告明确指责巴沙尔·阿萨德指挥的政府军于2014年4月和2015年3月分别在塔米恩斯镇（Talmenes）和萨民镇（Sarmin）镇投放化学武器，也有其他的袭击事件被据称、报告或调查。2017年3月30日，距汗谢洪15公里处的哈马省北部拉米那镇遭受空袭后，当地70多人感染未知的化学毒气，出现恶心、躁动、吐白沫、肌肉痉挛和瞳孔缩小等病症。两名受害者心搏停止，一名骨外科医生死亡。

## 袭击

事发时的前线地图，红圈所示地点为空袭地点。

事发于4月3日上午6:30许，是时居民尚未出门上班上学。目击者称，数轮火箭打击及空袭过后十分钟许闻到一股怪味，接着便出现可见的中毒症状。医务人员和目击者表示，此次袭击有别于他们以往遭遇的氯气袭击，氯气一般会在密闭空间和建筑物中释放造成人员死亡，而此次袭击中有很多人死在户外。死者均表现出瞳孔缩小的症状，是为神经毒剂或其他毒剂的标志性症状；同时还伴有四肢发冷、心率降低、低血压。一些紧急响应人员当场死亡，也有一些与受害者接触时感到恶心。
事发后伊德利卜省的医疗资料显示，超过58人死亡，当中11人为儿童，超过300人受伤 。
7点30分，100名伤者抵达当地的野外医院。卫生部长穆罕默德·费拉斯·贾迪（Mohamad Firas al-Jundi）表示，受害者出现呼吸困难、肺部流液、口吐白沫、失去意识、痉挛和瘫痪症状。事发数小时后，邻近的一家治疗受害者诊所受到空袭袭击。当地最大的医院两天前已被炸毁。救援22名伤员的Abdel Hay Tennari医生称，伤者的症状与沙林中毒症状所差无几。据报道，伤员接受氯解磷定这种沙林解毒剂后仅一小时，其情况就已稳定。
4月5日，现场的当地医生和救援人员表示，死亡人数已升至74人，600人受伤。同时，土耳其总统雷杰普·塔伊普·埃尔多安和法国驻联合国大使弗朗索瓦·德拉特雷则表示100多人死亡。
救援人员已将土壤、组织样本送至西方情报机构以便分析。4月6日，土耳其卫生部称，根据送进土耳其的伤员所受的肺损伤判断，本次袭击使用的化学物质为沙林。

## 责任
长期在叙利亚展开救援行动的白头盔在4月7日的推特上发布声明，表示毒气袭击事件至少导致有89人丧生，500多人受伤。人权观察之后于5月发布声明，称至少有90人在事件中丧生，近300人受伤。
叙利亚政府广泛地被西方媒体认为是袭击的责任人。俄罗斯指政府空袭一处化武工厂造成毒气外泄引发人员死亡，而叙利亚空军在“上午11点30分到凌晨12点30分期间”困在汗谢洪，目标是“恐怖分子的大型弹药库”。然而，生还者告诉记者他们看到飞机投放炸弹。

### 后续
2017年9月，联合国战争罪调查员正式指责叙利亚政府对汗谢洪的沙林袭击事件中，造成83人死亡，近300人受伤。 由联合国管理的叙利亚问题国际调查委员会在为联合国人权理事会编写的报告中，表示调查委员会进行了43次目击者访谈，并分析了卫星图像、袭击当天的关键时间和炸弹残余物，将已知的前苏联向叙利亚军队提供的弹药类型进行匹配。 调查委员会报告发现，4月4日上午6点45分，一架由叙利亚空军驾驶的苏-22喷气机携带三枚常规炸弹与一枚携带了致命的神经毒剂炸弹进行了四次空袭。当携带致命神经毒剂的炸弹击中一条道路后，被柔和的风向带到了600米之外。 报告表明，4月4日上午6点45分的天气条件非常适合投放化学武器，因为风速刚刚超过3公里/小时，没有下雨，几乎没有云层。在这样的条件下，毒剂云会顺着该地点的地形特征缓慢地飘向山下。化学袭击后的叙利亚阿萨德政府一再否认使用化学武器，但报告称，叙利亚政权对事件的说法，即一个未知的武器库被击中，是 「极其不可能的」。调查委员会报告表明，在这种情况下储存的沙林大多会被烧掉或被瓦砾吸收，但没有证据表明该建筑受到了污染。汗谢洪当地人声称空袭发生在早上6点45分左右，这一点得到了国际调查委员的认可。国际调查委员称俄罗斯和叙利亚对事件的说法是袭击发生在当天上午11点30分，武装团体在化学炸弹爆炸的地区有一个武器库，然而国际调查委员没有发现任何证据支持这样的说法。上述证据压倒性地表明，沙林毒气是在早上6点45分左右释放的。所有的现有证据使委员会得出结论，有合理的理由相信叙利亚军队在汗谢洪投下了一枚散布沙林毒气的炸弹。国际调查委员也表示，该委员会记录了2013年3月至2017年3月期间在叙利亚发生的25起化学袭击事件，其中20起是由政府军实施的，主要是针对平民。

## 各方反应

### 超国家和非政府组织
- 国际特赦组织表示证据表明这是一次“空中化学袭击”[34]。
- 欧洲联盟：欧盟外交和安全政策高级代表费代丽卡·莫盖里尼称袭击“吓人”，表示巴沙尔·阿萨德政府对此应负“主要责任”[35]。
- 禁止化学武器组织：表示“严重关切”，驻叙利亚调查特派团已经“搜集并分析所有出自可用来源的信息”。次日，该组织的技术秘书处向媒体要求《禁止化学武器公约》的所有成员国共享初步“指证在叙利亚阿拉伯共和国伊德利卜省汗谢洪地区使用化学武器”的现有信息[36]。
- 联合国：秘书长安东尼奥·古特雷斯表示他对伊德利卜省化学袭击的报道“深感不安”，指出国际法禁止使用化学武器[37]。
- 世界卫生组织：受害者带有暴露于神经毒气的症状[34]。

### 国家
澳大利亚、捷克共和国、埃及、法国、伊朗、以色列、意大利、巴基斯坦、卡塔尔、沙特阿拉伯、俄罗斯、瑞士、土耳其 、英国和美国等国均表态谴责此次袭击，其中美国向沙伊拉特空军基地发射巡航导弹。教宗方济各亦发声为受害者祈福。